# Gesellschaft Deutscher Naturforscher und Ärzte

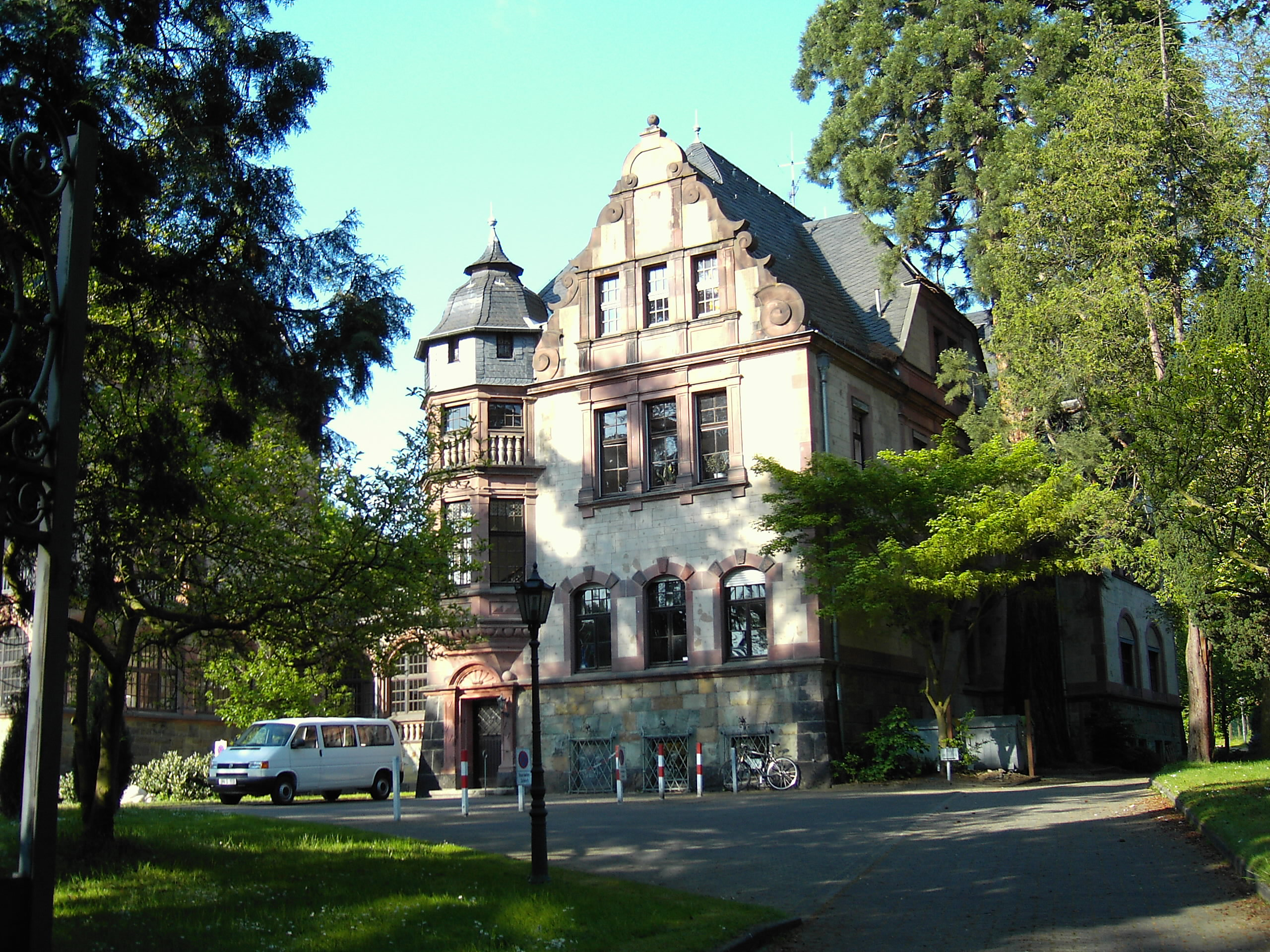
Physikzentrum Bad Honnef, Sitz der GDNÄ-Geschäftsstelle

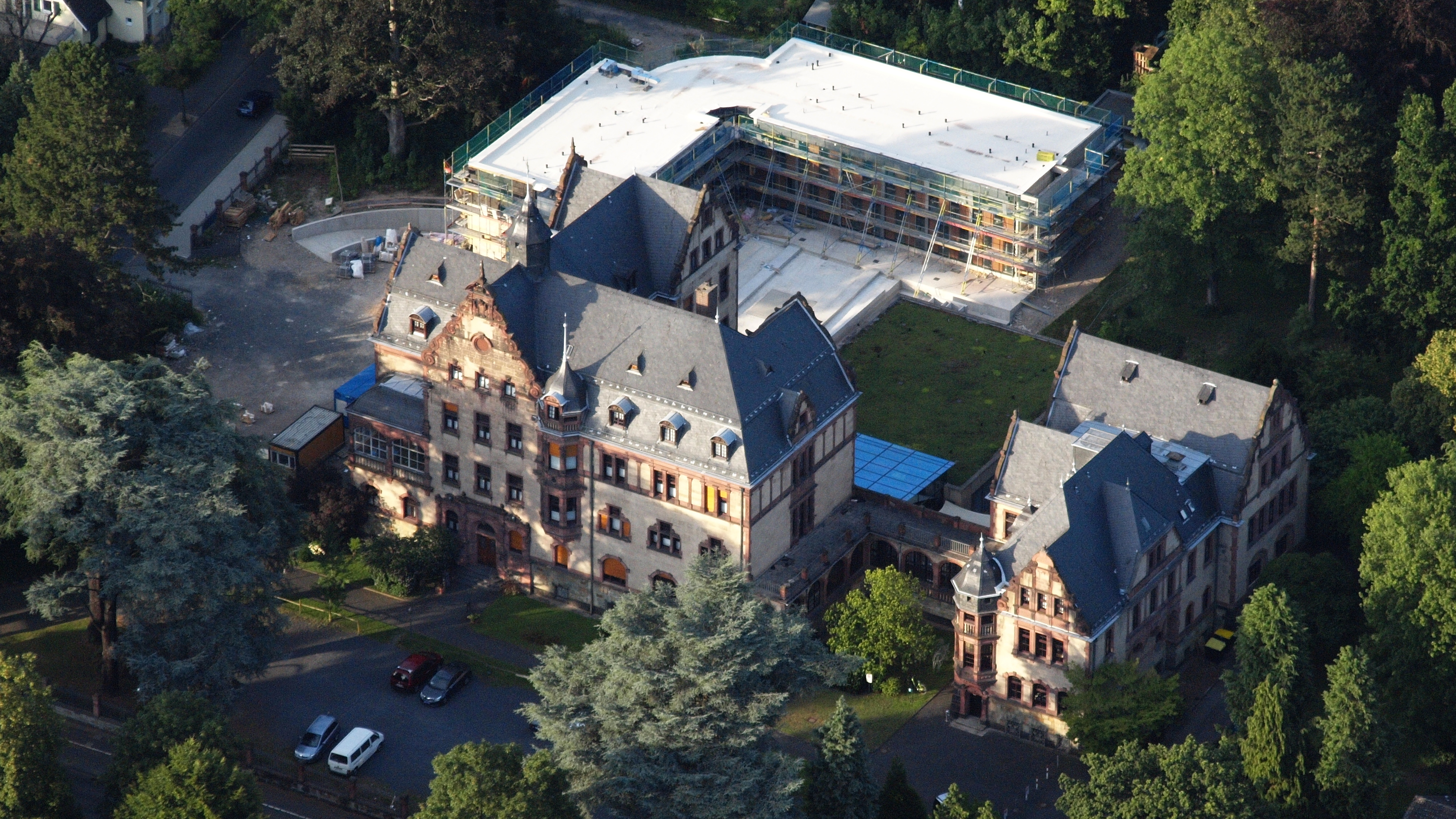
Bad Honnef, Hölterhoffstift, Hauptstraße 5, Luftaufnahme (2015)

Die Gesellschaft Deutscher Naturforscher und Ärzte e. V. (GDNÄ) ist die älteste und größte interdisziplinäre Wissenschaftsvereinigung in Deutschland (siehe auch: Naturforschende Gesellschaft). Ihre Hauptaufgabe sieht sie im Wissens- und Informationsaustausch zwischen Wissenschaftlern verschiedener Fachdisziplinen und zwischen Wissenschaft und Öffentlichkeit. Sie wurde im Jahr 1822 in Leipzig gegründet und nach dem Zweiten Weltkrieg im Februar 1950 in Göttingen als Verein wieder gegründet. Sie hat gegenwärtig etwa 4.000 Mitglieder. Ihre Geschäftsstelle befindet sich in den Räumen des Physikzentrums Bad Honnef in Bad Honnef bei Bonn.

## Geschichte

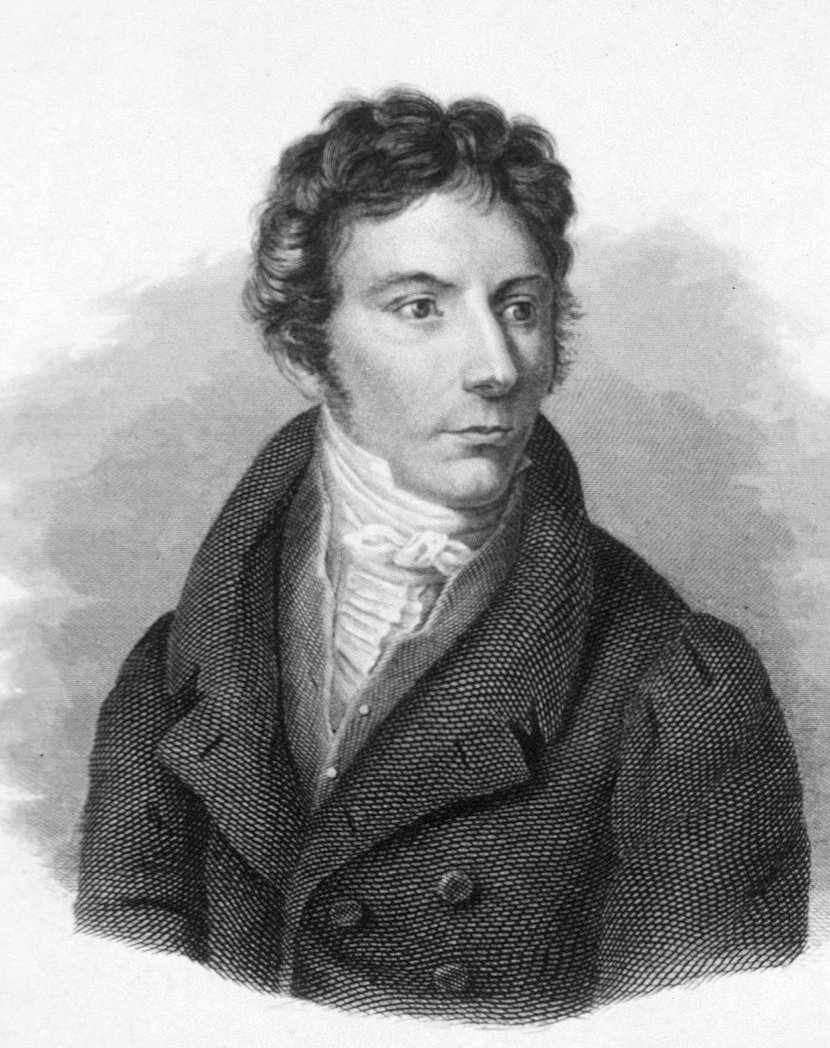
Lorenz Oken, Gründer der GDNÄ

Die Vereinigung wurde 1822 als Gesellschaft der deutschen Naturforscher und Aerzte auf einer Versammlung in Leipzig gegründet, um deren Zustandekommen sich der Herausgeber der Isis, der Naturforscher und Arzt Lorenz Oken, lange bemüht hatte. Das Gründungsziel war das persönliche Kennenlernen der deutschen Naturwissenschaftler und Ärzte, um durch den Austausch untereinander zu profitieren. Diese Zusammenkünfte („Verhandlungen“) wurden in der Folgezeit zunehmend zu einem Forum zur Präsentation neuer Ergebnisse aus der naturwissenschaftlichen und medizinischen Forschung. 1828 wurden innerhalb der GDNÄ Fachsektionen eingerichtet. In der Anfangszeit wurde die Arbeit der Gesellschaft durch die Gefahr der Zensur behindert und erst 1861 konnten beispielsweise die österreichischen Mitglieder auch namentlich genannt werden, da sie sich vorher der Verfolgung ausgesetzt sahen. Bekannte Beispiele für die Vorstellung und Diskussion wichtiger Erkenntnisse auf Versammlungen der GDNÄ sind: die Vorstellung der Entwicklungstheorie Darwins durch Ernst Haeckel auf der 38. Versammlung am 19. September 1863, die Relativitätstheorie von Albert Einstein im Jahr 1909 und ein Vortrag von Gerhard Domagk im Jahr 1936, der den Beginn der Chemotherapie von bakteriellen Infektionen markierte. Die Versammlungen, die nach der Gründung der Gesellschaft zunächst jährlich abgehalten wurden, finden gegenwärtig in einem zweijährigen Rhythmus in verschiedenen Städten statt. Sie stehen jeweils unter einem Generalthema. Seit 1983 verleiht die GDNÄ während jeder Versammlung die Lorenz-Oken-Medaille an Personen, „die bei der allgemeinverständlichen Interpretation oder Verbreitung naturwissenschaftlicher und/oder medizinischer Erkenntnisse und Einsichten herausragende Leistungen erbracht haben“.

## Ziele
Die GDNÄ sieht ihre Ziele und Aufgaben in der Schaffung von Verständnis und Vertrauen für die wissenschaftliche Forschung durch Dialog zwischen Wissenschaftlern und Öffentlichkeit und in der Förderung des interdisziplinären Informations- und Meinungsaustausches zwischen Wissenschaftlern verschiedener Fachgebiete. Sie verfolgt diese Ziele durch verschiedene Veranstaltungen, Publikationen und andere Formen der Öffentlichkeitsarbeit. Ihr offizielles Organ ist die monatlich erscheinende Zeitschrift „Naturwissenschaftliche Rundschau“.
Die wichtigste Veranstaltung ist die alle zwei Jahre stattfindende Versammlung der Gesellschaft, zu der jeweils in Form der „Verhandlungen“ ein Tagungsband herausgegeben wird. Die 125. Versammlung stand unter dem Thema „Wachstum - Eskalation, Steuerung und Grenzen“ und fand vom 19. bis zum 22. September 2008 in Tübingen statt. Die 126. Versammlung fand vom 17. bis zum 21. September 2010 in Dresden zum Generalthema „Herausforderung Mensch: Energie, Ernährung, Gesundheit“ statt. Vom 14. bis zum 18. September 2012 fand die 127. Versammlung in Göttingen statt. Das Thema war: „Gesellschaft braucht Wissenschaft – Wissenschaft braucht Gesellschaft: Mobilität – Kommunikation – Interaktion“. Die 128. Versammlung in Mainz hatte den Titel „Vorbild Natur - Faszination Mensch und Technologie“ und fand vom 12. bis zum 15. September 2014 statt. Die 129. Versammlung hatte den Titel „Naturwissenschaften und Medizin - zwischen Kontinuität und Umbruch“ und fand vom 9. bis zum 12. September 2016 in Greifswald statt. Die 130. Versammlung fand vom 14. bis zum 17. September 2018 in Saarbrücken statt und hatte den Titel „Digitalisierung in den Wissenschaften“. Die 131. Versammlung, die vom 11. bis zum 13. September 2020 in Würzburg stattfinden sollte, wurde wegen der Corona-Pandemie um zwei Jahre verschoben und mit der 132. Versammlung und 200 Jahr-Feier in Leipzig zusammengelegt; diese Jubiläumsfeier fand vom 8. bis zum 11. September 2022 unter dem Motto „Wissenschaft im Bild“ in der Kongresshalle Leipzig statt.

## Mitgliedschaft und Gliederung
Eine ordentliche Mitgliedschaft steht jedem an den Naturwissenschaften, der Medizin und Technik interessierten Menschen offen. Während die meisten Mitglieder forschend tätig sind an Hochschulen, außeruniversitären Forschungseinrichtungen und in der Industrie, sind insbesondere Schüler und Studenten als Mitglieder ebenso willkommen wie interessierte Laien. Derzeit hat die Gesellschaft etwa 4.000 ordentliche Mitglieder, von denen rund 14 Prozent jünger als 35 Jahre sind. Korporatives Mitglied können darüber hinaus Verbände, Organisationen, Institute, Firmen und ähnliche juristische Personen werden.
Die Verband gliedert sich in die Fachsektionen Chemie, Physik einschließlich Geowissenschaften, Biologie, Medizin und Technik einschließlich Informatik.

## Vorsitzende
Seit 1890 besteht der Vorstand aus dem Vorsitzenden der Gesellschaft und drei weiteren Vorstandsmitgliedern. Der Vorsitzende ist für die in seiner Amtszeit
stattfindende Versammlung verantwortlich. Die weiteren Vorstandsmitglieder sind jeweils der Vorsitzende der vorangegangenen Versammlung, der Vorsitzende der nachfolgenden Versammlung sowie der Schatzmeister der Gesellschaft.
- 1890 August Wilhelm von Hofmann
- 1891 Wilhelm His
- 1893 Ernst von Bergmann
- 1894 Eduard Suess
- 1895 Johannes Wislicenus
- 1896 Hugo von Ziemssen
- 1897 Viktor von Lang
- 1898 Wilhelm von Waldeyer
- 1899 Georg von Neumayer
- 1900 Wilhelm Olivier von Leube
- 1901 Richard Hertwig
- 1902 Otto Heubner
- 1903 Jacobus Henricus van ’t Hoff
- 1904 Hans Chiari
- 1905 Franz von Winckel
- 1906 Carl Chun
- 1907 Bernhard Naunyn
- 1908 Richard Wettstein
- 1909 Max Rubner
- 1910 Wilhelm Wien
- 1911 Maximilian von Frey
- 1912 Karl Heider
- 1913 Hans Horst Meyer
- 1914 (bis 1920) 1. Eberhard Fraas (bis 1915), 2. Friedrich von Müller, 3. Walther Hempel (bis 1916)
- 1921/22 Max Planck
- 1923/24 Wilhelm His
- 1925/26 Walther von Dyck
- 1927/28 Anton von Eiselsberg
- 1929/30 Hans Fitting
- 1931/32 Ludwig Aschoff
- 1933/34 Carl Bosch
- 1935/36 Ferdinand Sauerbruch
- 1937/38 Alfred Kühn
- 1950 Gustav von Bergmann
- 1951/52 Adolf Butenandt
- 1953/54 Franz Büchner
- 1955/56 Otto Heckmann
- 1957/58 Karl Heinrich Bauer
- 1959/60 Richard Wagner
- 1961/62 Karl Matthes
- 1963/64 Kurt Mothes
- 1965/66 Otto Kratky
- 1967/68 Hans Hermann Weber
- 1969/70 Alf Meyer zum Gottesberge
- 1971/72 Egon Wiberg
- 1973/74 Heinz Maier-Leibnitz
- 1975/76 Hans Erhard Bock
- 1977/78 Peter Sitte
- 1979/80 Gustav Adolf Martini
- 1981/82 Heinz A. Staab
- 1983/84 Peter Karlson
- 1985/86 Reimar Lüst
- 1987/88 Wolfgang Gerok
- 1989/90 Heinz-Günter Wittmann / Wolfgang Gerok
- 1991/92 Günther Wilke
- 1993/94 Hubert Markl
- 1995/96 Joachim Treusch
- 1997/98 Detlev Ganten
- 1999/2000 Ernst-Ludwig Winnacker
- 2001/2002 Rolf Emmermann
- 2003/2004 Harald Fritzsch
- 2005/2006 Konrad Sandhoff
- 2007/2008 Christiane Nüsslein-Volhard
- 2009/2010 Hans-Peter Zenner
- 2011/2012 Ludwig Schultz
- 2013/2014 Klaus Müllen
- 2015/2016 Eva-Maria Neher
- 2017/2018 Wolfgang Wahlster
- 2019/2020 Martin Lohse
- (2021 Reinhard Hüttl)[5][6]
- 2021/2022 Martin Lohse
- 2023/2024 Heribert Hofer

## Auszeichnungen
Die Lorenz-Oken-Medaille kann von der Gesellschaft an Personen verliehen werden, die besonders zur Interpretation und Verbreitung naturwissenschaftlicher oder medizinischer Erkenntnisse beigetragen haben. Die Alexander von Humboldt-Medaille kann erhalten, wer sich um die GDNÄ besonders verdient gemacht hat. Die Auszeichnungen werden zu Beginn der zweijährlich stattfindenden Versammlungen in einem Festakt überreicht.